# غار چشمه ابوالمهدی
غار چشمه ابوالمهدی مربوط به دوران پارینه‌سنگی جدید - دوران فرادیرینه‌سنگی است و در شهرستان پاسارگاد، بخش مرکزی، دهستان کمین، ۱/۵ کیلومتری شمال شرقی روستای ابوالمهدی واقع شده و این اثر در تاریخ ۳۰ بهمن ۱۳۸۶ با شمارهٔ ثبت ۲۰۹۱۰ به‌عنوان یکی از آثار ملی ایران به ثبت رسیده است.